# 日枝神社 (鴻巣市小谷)
日枝神社（ひえじんじゃ）は、埼玉県鴻巣市の神社。

## 歴史
創建年代は不明である。ただ江戸時代後期の地誌『新編武蔵風土記稿』に記載されていることから、その頃には既に存在していたものと推測される。当社は荒川に近く、度々洪水の災害に遭っていることから、創建年代を特定する記録は皆無である。一説によれば、小谷城の北東に位置していることから、鬼門除けとして創建されたともいう。『風土記稿』には別当寺の記載はないが、隣の金乗寺が別当寺である可能性はある。

## 文化財
- 小谷ささら獅子舞（鴻巣市指定文化財 昭和40年11月17日指定）[2]

## 交通アクセス
- 北鴻巣駅より徒歩19分。